# یواس‌سی‌جی‌سی اکتیو (دبلیوام‌ئی‌سی-۶۱۸)
یواس‌سی‌جی‌سی اکتیو (دبلیوام‌ئی‌سی-۶۱۸) (به انگلیسی: USCGC Active (WMEC-618)) یک کَشتی بود که طول آن ۲۱۰' ۶" بود. این کشتی در سال ۱۹۶۶ ساخته شد.